# Jim Enright
James Edward Enright, detto Jim (Sodus, 3 aprile 1910 – Chicago, 20 dicembre 1981), è stato un arbitro di pallacanestro e giornalista statunitense, membro del Naismith Memorial Basketball Hall of Fame dal 1979.
Iniziò la propria carriera arbitrale nel 1930, dirigendo un incontro tra scuole elementari. Da allora arbitrò per altri 30 anni, passando per l'high school, l'AAU, la NCAA, fino ad arrivare in NBA.
Dopo il ritiro dall'attività arbitrale, avvenuto nel 1960, si dedicò all'attività di giornalista sportivo, che aveva già intrapreso nel 1928. lavorò per il News-Palladium di Benton Harbor ed il Chicago's American.